# Georg Jakob Strunz
Georg Jakob Strunz (Pappenheim, 24 de desembre de 1783 - Múnic, 23 de maig de 1852) fou un compositor alemany del Romanticisme.
Va residir durant molts anys a París, on el seu entusiasme per Hector Berlioz i Victor Hugo el feren afiliar-se a l'escola romàntica, en la que assolí destacar-se.
Va compondre i estrenà amb èxit les òperes Boufarelli ou le prèvot de Milan (Brussel·les, 1806); Les courses de New-Market (París, 1818), i els ballets Les Nymphes des eaux i Wilhelm Tell (París, 1834); l'obertura i entreactes de per al Ruy Blas de Victor Hugo (1838); tres quartets per a instruments d'arc i un quadern de romances, a més molta música de concert per a piano i diversos instruments.